# Dioclea
Dioclea va ser una ciutat de Dalmàcia on va néixer l'emperador Dioclecià. La ciutat es deia Doclea, del nom d'una tribu il·líria, però els romans el va canviar a Dioclea (un nom grec). L'emperador Dioclecià es deia Docles, que va canviar al grec Diocles, i quan va ser nomenat emperador es va llatinitzar a Diocletianus.
Doracium (grec Doràkion) va ser una ciutat d'Il·líria que segons Hièrocles era la capital de la província Praevalitana. Com que se sap que la capital d'aquesta província es deia Scodra (moderna Shkodër) s'ha proposat identificar-la amb Dioclea, si bé el més probable és que fos la primera capital, després canviada a Scodra.
Des del segle vii es van establir a la regió grups eslaus amb la condició imposada per l'emperador Heracli d'acceptar la sobirania romana d'Orient. Cap a l'any 753 va formar part del ducat de Croàcia que es va apoderar de la Croàcia dàlmata. I ja al segle ix s'havia format un estat amb el nom de Dioclea o Diocleia que era al sud de Travúnia (i aquesta al sud de Zahumlje, que era al seu torn al sud de Pagània).
El príncep Petar o Predimir de Dioclea i Travúnia va viure als voltants de l'any 900 i va dividir els seus dominis entre els seus fills. Dioclea va passar aviat a Rascia, governada per Vlastimir, al començament del segle ix, però va gaudir d'autonomia. Un descendent de Vlastimir, el príncep Ceslav de Klosmir, es va independitzar de l'Imperi Romà d'Orient i es va fer amb el domini de Dioclea. Kotor, Bar i Ulcinj restaren enclavaments romans d'Orient que van haver de pagar tribut als governants de Dioclea.
A la mort de Ceslav, Dioclea va recuperar la virtual independència, i els knez (arconts o prínceps) Petrislav (971-990) i Jovan Vladimir (990-1016) van governar la regió i la de Travúnia. Les tribus Arbanes que amenaçaven els territoris de l'est, van ser derrotades. Skadar es va convertir en capital de Dioclea (en eslau Duklja).
Això va durar fins que el tsar búlgar Samuel va envair el país i va agafar presoner el príncep. Però Jovan es va casar amb la princesa Kossara i se li va permetre tornar al seu país i agafar altre cop les regnes com a vassall de Bulgària. Va morir el 22 de maig del 1016 en un complot organitzat per Ivan Vladislav tsar de Bulgària. Duklja va passar a formar part del tema romà d'Orient de Sèrbia (Servia) sota un strategos (Constantí Diògenes) i encara que els prínceps van seguir governant el seu poder era quasi nominal.
El 1034 el poble es va revoltar i va matar el príncep Dragomir. El seu fill Dobroslav o Voislav va ser proclamat príncep de Travúnia i va iniciar preparatius per dominar Duklja en mans romanes d'Orient, mentre assegurava als romans que era un fidel aliat. Els romans el van anomenar Esteve (per Stephanos que vol dir «coronat»). El 1035 la revolta va esclatar a Duklja però finalment els romans d'Orient la van dominar i Voislav va caure presoner i portat a Constantinoble. El strategos de Servia, Teòfil Eròtic, va iniciar l'ocupació de Dioclea i Travúnia. Voislav es va escapar i va iniciar la lluita contra el general romà i es va crear un territori alliberat entorn del llac de Shkodër fins a les muntanyes d'Hum. Va ajudar altres eslaus rebel·lats. Aquestes revoltes es van estendre cap a Belgrad i Skopje dirigida per Petar (Pere) Delian, i a la revolta eslava a Durazzo dirigida per Tihomir. Els rebels van arribar a atacar el cor de Grècia fins a Tebes, i els romans d'Orient van deixar estar Dioclea (Duklja).
Una galera que portava un gran carregament d'or d'Itàlia cap a Constantinoble, damnada per una tempestat, va haver d'ancorar a la costa de Duklja i el carregament va quedar en mans de Voislav. L'emperador Miquel V el Calafat, enfurismat, va enviar l'eunuc imperial Jordi Probat contra el rebel però l'exèrcit de l'eunuc va ser sorprès a una de les gorgues del país de la regió de Bar i anihilat (1042).
Voislav va morir a la meitat del segle xi i el va succeir el seu fill Mihailo I. Un altre fill, Radoslav, es va fer famós perquè va matar un comandant militar romà d'Orient. La revolta eslava de Pere Delian, ara coronat com a tsar Pere II de Bulgària, va impedir altres atacs romans. Mihailo va ajudar la revolta de Jordi Voiteh a Macedònia el 1072 (va enviar el seu fill Constantí Bodin amb un exèrcit), va ocupar els enclavaments romans de Ragusa (independent de fet), Kotor, Bar i Ulcinj. Constantí Bodin va ser acceptat com a tsar de Bulgària, però els romans d'orient el van fer presoner. Mihailo va prendre el títol de gran príncep de Rascia a partir del 1077 quan el papa Gregori VII el va coronar com a rei dels eslaus i es feia dir rei dels tribal·lis i els serbis. Va rescatar al seu fill el 1078. El bisbat de Bar es va convertir en arquebisbat l'any 1080. Es va expandir cap a Croàcia i va arribar fins a Knin i llavors portava el títol de rei de Dioclea i Dalmàcia. A la seva mort el 1081 el va succeir el seu fill Constantí Bodin. Aquest era gendre de Robert Guiscard i va governar fins al 1101. A la seva mort el regne de Dioclea va entrar en decadència. Aquell mateix any un exèrcit croat que marxava a Terra Santa va passar per país dirigit per Ramon IV de Tolosa.
Els romans d'Orient van donar molts territoris del gran principat de Rascia al príncep Stracimir fill del príncep Zavida de Zahumlje (el príncep era vassall del seu germà gran el gran príncep de Rascia Tihomir des del 1166), i entre els territoris adquirits hi havia el regne de Dioclea. Un altre príncep de Zahumlje, Nemània (Nemanja), va arribar a ser gran príncep de Rascia el 1168 després de derrotar Tihomir. Stracimir va donar suport al seu sobirà Tihomir però aviat es va retirar. Un altre germà, Miroslav de Zahumlje va lliurar una guerra contra la república de Ragusa el 1184 i la va perdre, havent de renunciar a les expedicions projectades contra Korcula i Vis, a les quals Stracimir donava suport. Aquest príncep va intentar la conquesta de les illes Korcula i Vis el 1185 i les va ocupar però no va poder controlar Korcula i la va saquejar igual que Vis. Els habitants de Korcula van demanar ajut a Ragusa, que va apressar a la flota de Stracimir i aquest va haver de signar un tractat amb les dues illes que els garantia autonomia i que no formarien part de Zahumlje.
Durant aquest període hi va haver alguns prínceps vassalls a Dioclea, el darrer Mihailo III, nebot d'Esteve I Nemanja. Quan Stracimir va morir, Mihailo va demanar de regir el regne com a feudatari de l'emperador i no en nom dels grans prínceps de Rascia. El 1186 Esteve I Nemanja, que estava en guerra contra els romans d'Orient, va decidir incorporar Dioclea, vassall romà, als seus dominis. Va assetjar Bar on la defensa l'arquebisbe Gregur va dirigir la defensa. Esteve va demanar un rescat per abandonat el setge, mentre Mihailo III era atacat pels germans de Nemanja. Aquest va donar el regne de Dioclea al seu germà Vukan que va prendre el títol de rei de Dioclea (Duklja) i Dalmàcia. El 1189 Mihailo III va morir i la princesa Desislava, altres nobles i l'arquebisbe de Bar van fugir a Ragusa. Desislava va morir a Omis, i es va abolir l'arquebisbat.
Vukan es va casar amb una neboda del Papa i va acusar el ban de Bòsnia Kulín d'heretgia. Quant va morir Esteve I Nemanja, Vukan, que aspirava a la successió, es va veure frustrat pel coronament d'Esteve II Nemanja i el 1202 va assolir el tron del gran principat de Sèrbia però el va perdre el 1204 davant Esteve II que va tenir l'ajut búlgar. Vukan es va retirar a Dioclea on va continuar governant i lluitant contra Esteve II. Des de la seva mort el 1208, el país va agafar el nom de Zeta, del riu Zeta.

## Governants
- Petrislav, 971 - 990
- Sant Joan Vladímir. 990 -1016
- Dragomir 1016?-1034
- Dobroslav I Voislav Stephanos 1034 - vers 1050
- Miquel I vers 1050 - 1081 (primer rei)
- Constantí Bodin 1081 - 1101
- Dobroslav II i Miquel II 1101 - 1102 (germans, conjuntament)
- Dobroslav III 1102
- Kočopar 1102 - 1103
- Vladimir 1103 - 1113
- Jordi 1113 - 1118
- Grubesha 1118 - 1125
- Jordi 1125 - 1131 (segona vegada)
- Vukan I 1131-?
- Marko ?
- Urosh I ?
- Urosh II ?- vers 1180
- Mihailo III vers 1180- 1189
- Esteve I Nemanja de Rascia, duc de Sèrbia 1186
- Vukan II Nemània 1186 - 1208 (duc de Sèrbia 1202 - 1204)